# Ron Buchanan
 (juin 2016).
Si vous disposez d'ouvrages ou d'articles de référence ou si vous connaissez des sites web de qualité traitant du thème abordé ici, merci de compléter l'article en donnant les références utiles à sa vérifiabilité et en les liant à la section « Notes et références ».
Pour les articles homonymes, voir Buchanan.
Ronald Leonard Bucky Buchanan  (15 novembre 1944 à Montréal, Québec, Canada - ) est un joueur professionnel  canadien de hockey sur glace qui joua avec les Bruins de Boston et les Blues de Saint-Louis dans la Ligue nationale de hockey et avec plusieurs équipes dans l’Association mondiale de hockey,.

## Biographie
Il est le fils du joueur de hockey sur glace professionnel Ralph Buchanan.
Joueur
- 12 janvier 1968 : réclamé par les Flyers de Philadelphie des Bruins de Boston au repêchage intraligue de la LNH.
- 14 mai 1968 : échangé aux Blues de Saint-Louis par les Flyers de Philadelphie contre de l’argent.
- 12 février 1972 : sélectionné par les Fighting Saints du Minnesota au repêchage général des joueurs de l’AMH.
- 1er juillet 1972 : droits dans l’AMH échangés aux Crusaders de Cleveland aux Fighting Saints du Minnesota contre de l’argent.
- 14 octobre 1972 : échangé aux Oilers d’Edmonton par les Crusaders de Cleveland contre Jim Harrison.
- 1er janvier 1975 : échangé aux Racers d’Indianapolis par les Oilers d’Edmonton contre Murray Kennett.

Entraineur
- Il a été entraineur des Blades de Los Angeles dans la Ligue de la côte du Pacifique durant une saison jusqu’à que l’équipe soit dissoute au début de l’année 1979.

## Honneurs
- Meilleur buteur et pointeur – Generals d'Oshawa – saison 1963-1964
- Deuxième meilleur buteur et cinquième meilleur pointeur – Ligue de hockey de l'Ontario - saison 1963-1964
- Membre de la deuxième équipe d’étoiles de la Ligue de hockey junior de l'Ontario – saison 1964-1965
- Meilleur buteur et pointeur – Generals d'Oshawa – saison 1964-1965 devant Bobby Orr son coéquipier
- Troisième meilleur buteur – Ligue de hockey de l'Ontario – saison 1964-1965
- Membre de la deuxième équipe d’étoiles de la Central Hockey League – saison 1967-1968
- 3ie meilleur buteur de la Ligue de hockey de l'Ouest – saison 1971-1972
- Meilleur pointeur – Crusaders de Cleveland – saison 1972-1973